# Батько Вітчизни
Батько Вітчизни (лат. Pater Patriae) —  давньоримський почесний титул, що надавався  Сенатом за видатні заслуги перед республікою або імперією. Згодом, в  новий та  новітній час, подібні титули також присуджувалися  представницькими органами влади багатьох (в основному, європейських) держав.

## Історія
Вперше цей титул наданий великому пізньореспубліканському політичному діячеві і оратору  Марку Туллію Цицерону за заслуги в придушенні  змови Катіліни, що стався в період його  консулату в 63 до н. е.
Другим володарем титулу став в 45 до н. е. Гай Юлій Цезар, який став довічним  диктатором і фактичним одноосібним правителем Римської республіки.
Також сенат присудив його до 2 до н. е. і спадкоємцю Цезаря Октавіану Августу. При цьому не відбулося закріплення даного найменування в якості обов'язкової частини імператорських регалій, на відміну від титулів: Імператор,  Цезар, Август, Принцепс, Великий понтифік і Трибун. Светоній писав, що спадкоємцю Августа Тиберію також пропонувався цей титул, але був ним відхилений. 
Згодом, цей титул надавався багатьом римським імператорам. Як правило, це робилося після тривалого їх правління або як знак надзвичайної поваги з боку сенату за колишні заслуги, як було у випадку з Нервою.

## Хронологічний список римських «Отців Вітчизни»
Всі перелічені нижче діячі, крім Марка Цицерона і Юлія Цезаря, є римськими імператорами
- Марк Туллій Цицерон, 63 до н. е.
- Юлій Цезар, 45 до н. е.
- Октавіан Август, 5 лютого 2 до н. е.
- Калігула, 37
- Клавдій, січень 42
- Нерон, 55
- Веспасіан, 70
- Тит Флавій Веспасіан, червень 79
- Доміціан, 14 вересня 81
- Нерва, вересень 96
- Траян, 98
- Адріан, 128
- Антонін Пій, 139
- Марк Аврелій і Луцій Вер, 166
- Коммод, 177
- Септимій Север, 193
- Каракалла, 199
- Макрін, червень 217
- Геліогабал, липень 218
- Гордіан III, травень 238
- Філіп Араб, 244
- Проб, липень 276
- Діоклетіан, 20 листопада 284
- Максиміан, 1 квітня 286
- Костянтин Великий, 307